# Stanisław Dygat
Stanisław Ludwik Dygat (ur. 5 grudnia 1914 w Warszawie, zm. 29 stycznia 1978 tamże) – polski autor powieści i opowiadań, felietonista, dramaturg oraz scenarzysta filmowy.
W swojej twórczości polemizował z polską tradycją romantyczną. Jest w polskiej prozie powojennej jednym z przedstawicieli nurtu prześmiewczo-rozrachunkowego.

## Życiorys
Był wnukiem powstańca 1863 Ludwika Dygata i synem architekta Antoniego Dygata. Ukończył Liceum Ogólnokształcące im. Mikołaja Reja w Warszawie. Studiował architekturę i filozofię. 
Współpracował z pismami: „Kuźnica”, „Twórczość” i „Przegląd Kulturalny”. Zadebiutował w 1946 powieścią Jezioro Bodeńskie, w której można odnaleźć autobiograficzną inspirację (w 1939 Dygat z uwagi na francuskie obywatelstwo został internowany w obozie dla cudzoziemców nad Jeziorem Bodeńskim), a stanowiącą swoisty rozrachunek z Polską przedwojenną. Powieść ta została w 1986 przeniesiona na ekran przez Janusza Zaorskiego. Sfilmowano również kolejną powieść Dygata, której tematem są przemiany ustrojowe w powojennej Polsce – wydane w 1948 Pożegnania (1958, reż. Wojciech Jerzy Has). W 1967 Janusz Morgenstern nakręcił film Jowita, ekranizację powieści Dygata pt. Disneyland.
Był kierownikiem literackim w gdańskim Teatrze Wybrzeże.
Zajmował się twórczością przekładową, przetłumaczył na język polski m.in. Wieczór Trzech Króli  (1951) Williama Shakespeare'a oraz Króla Edypa Sofoklesa.
Był członkiem Polskiej Zjednoczonej Partii Robotniczej, z której wystąpił w listopadzie 1957 w proteście przeciwko odmówieniu przez władze zgody na wydawanie miesięcznika „Europa”. W styczniu 1976 był jednym z sygnatariuszy Memoriału 101, skierowanego do Komisji Sejmowej przeciwko planowanym zmianom w konstytucji.
Jeden z parków warszawskiego Mokotowa nosi od 2009 imię Stanisława Dygata (Park Stanisława Dygata w Warszawie). Imię Dygata nosi również jedna z ulic warszawskiego Żoliborza i jedna z ulic w Malborku.

### Życie prywatne
Był w związku małżeńskim z Władysławą Nawrocką i Kaliną Jędrusik. Z pierwszą żoną miał córkę Magdę, która napisała wspomnienia o ojcu w książce Rozstania. Jego siostra Maria Danuta Lutosławska (wcześniej Bogusławska), z domu Dygat, była żoną polskiego kompozytora Witolda Lutosławskiego.
Zmarł na atak serca. Pochowany na cmentarzu Powązkowskim w Warszawie (aleja zasłużonych, grób 100).

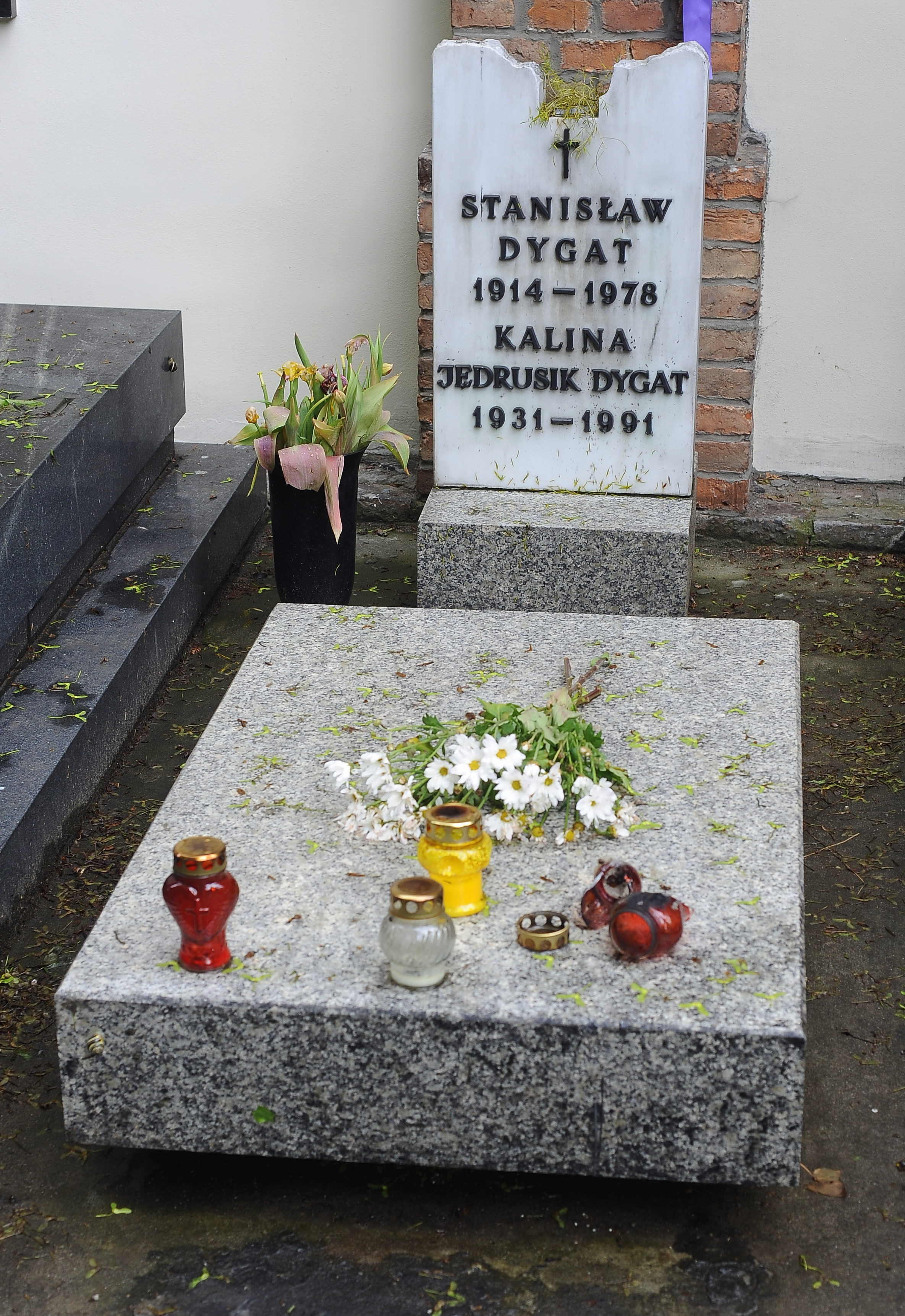
Grób Stanisława Dygata i Kaliny Jędrusik na cmentarzu Powązkowskim w Warszawie

## Odznaczenia
- Krzyż Oficerski Orderu Odrodzenia Polski[10]
- Złoty Krzyż Zasługi (1939)[11]

## Wybrana twórczość

### Powieści
- 1946 – Jezioro Bodeńskie
- 1948 – Pożegnania
- 1958 – Podróż
- 1965 – Disneyland
- 1968 – Karnawał
- 1973 – Dworzec w Monachium

### Opowiadania i felietony
- 1949 – Pola elizejskie
- 1957 – Słotne wieczory
- 1958 – Różowy kajecik
- 1959 – Rozmyślania przy goleniu
- 1973 – W cieniu Brooklynu
- 1979 – Kołonotatnik
- 1983 – Gucin

### Dramaty
- 1946 – Zamach (wraz z Tadeuszem Brezą)
- 1950 – Nowy Świętoszek (wraz z Janem Kottem)